# Турат
Турат — посёлок в Яйском районе Кемеровской области России. Входит в состав Дачно-Троицкого сельского поселения.

## География
Посёлок находится в северной части области, на берегах реки Турат (приток реки Яя), на расстоянии примерно 16 километров (по прямой) к юго-западу от районного центра посёлка городского типа Яя. Абсолютная высота — 208 метров над уровнем моря.
Часовой пояс
Посёлок Турат, как и вся Кемеровская область, находится в часовой зоне МСК+4. Смещение применяемого времени относительно UTC составляет +7:00.

## История
Населённый пункт был основан в 1924 году. По данным 1926 года имелось 22 хозяйства и проживало 104 человека (в основном — русские).
В административном отношении посёлок входил в состав Антоновского сельсовета Судженского района Томского округа Сибирского края.

## Население
| 2010 |
| ---- |
| 403  |

Половой состав
По данным Всероссийской переписи населения 2010 года в гендерной структуре населения мужчины составляли 49,4 %, женщины — соответственно 50,6 %.
Национальный состав
Согласно результатам переписи 2002 года, в национальной структуре населения русские составляли 87 % из 473 чел.

## Улицы
Уличная сеть посёлка состоит из девяти улиц.